# Un agent anomenat Picapedra
Un agent anomenat Picapedra (títol original en anglès, The Man Called Flintstone) és una pel·lícula de comèdia musical d'animació estatunidenca de 1966 produïda per Hanna-Barbera i distribuïda per Columbia Pictures. És la segona pel·lícula de Hanna-Barbera després de Hey There, It's Yogi Bear! (1964), i va ser dirigida pels fundadors de l'estudi William Hanna i Joseph Barbera a partir d'un guió de Harvey Bullock i R. S. Allen. Ha estat doblada al català.
És una pel·lícula derivada de la sèrie de televisió de 1960-66 Els Picapiedra i representa el seu punt final. Va ser produïda immediatament després del final de la producció i es va estrenar només quatre mesos després de la finalització de la sèrie. El títol provisional era That Man Flintstone, amb un cartell amb en Fred Picapedra en la mateixa postura del cartell de Bob Peak per a Flint, agent secret. La trama és una paròdia de pel·lícules d'espionatge, principalment les que protagonitzen James Bond.
La pel·lícula va suposar el primer paper de veu per a Gerry Johnson (Betty Terregam) i Henry Corden (la veu cantant d'en Fred), el darrer dels quals va assumir plenament el paper d'en Fred després de la mort d'Alan Reed el 1977. Malgrat els nombrosos interludis musicals, inclòs un interpretat per Louis Prima, el tema icònic de la sèrie està absent.